# الاحتجاجات المغربية 2011
الاحتجاجات المغربية 2011 هي حملة احتجاجات شعبية انطلقت يوم الأحد 20 فبراير 2011 متأثرة بموجة الاحتجاجات العارمة التي اندلعت في العالم العربي مطلع عام 2011 وبخاصة بالثورة التونسية وثورة 25 يناير المصرية اللّتين أطاحتا بالرئيس التونسي زين العابدين بن علي والرئيس المصري حسني مبارك. وطالب المتظاهرون بإصلاحات سياسية واقتصادية واجتماعية.

## أسباب الاحتجاجات
تتلخص المطالب الأساسية للاحتجاجات الشعبية في ضرورة إقرار دستور ديمقراطي، وحل الحكومة والبرلمان الحاليين، وتشكيل حكومة مؤقتة، فضلا عن إقرار قضاء مستقل، ومحاكمة المتورطين في الفساد، ووضع حد للبطالة خاصة بين حاملي الشهادات العليا. كما طالبت بالاعتراف بالأمازيغية لغة رسمية، وإطلاق جميع المعتقلين السياسيين.

### 1- المطالبة بالتغيير
طالب المحتجون بحل الحكومة والبرلمان والعيش بكرامة في مغرب حر ديمقراطي".

### 2- المطالبة بالإصلاحات السياسية وتغيير الدستور
طالب المحتجون بصياغة دستور جديد للمملكة يتم بموجبه فصل السلطات، وانتخاب الحكومة من قبل الشعب وإقامة الملكية الدستورية على غرار الديمقراطيات العريقة واكتفاء المؤسسة الملكية بدورها الرمزي فقط. حيث قال المنظمون للاحتجاجات أن «الفجوة بين الحاكم والمحكوم اتسعت والثقة أصبحت منعدمة» والحل «بإصلاح ديمقراطي عميق وعاجل ينهي الاستبداد وحكم الفرد المطلق ويلبي حاجات ومطالب الشعب».

### 3- انتهاكات حقوق الإنسان
ندد المحتجون بانتهاكات الحقوق المدنية والاقتصادية والاجتماعية والثقافية بالمغرب. وأعمال التعذيب من قبل الأجهزة الأمنية والمسؤولين في الدولة. وطالبوا بإطلاق سراح المعتقلين السياسيين، وإغلاق السجون السرية، واحترام سلطة القضاء واحترام الحقوق والحريات.

### 4- المطالبة بإجراء إصلاحات اقتصادية واجتماعية
طالب المتظاهرون بإعادة الثروات المهربة. وتحسين الوضع المعيشي للمواطنين، وإقرار مبادئ العدالة الاجتماعية. حيث رفع المتظاهرون شعارات مثل: «نريد إنهاء الرشوة» إضافة إلى شعارات تطالب بإنهاء الفساد 
يُذكر أن سكان عدد من المدن المغربية التي فوضت خدمات الماء والكهرباء وجمع النفايات لشركات أجنبية يشتكون بشكل مستمر من غلاء تلك الخدمات.

### 5- ظاهرة البوعزيزية (ظاهرة إحراق الذات) في المغرب
قام عدة مواطنين مغاربة بإشعال النار في أنفسهم بشكل منفصل احتجاجاً على الأوضاع المعيشية والاقتصادية والسياسية السيئة وهم
- مواطن (من الدار البيضاء) - أحرق نفسه في 21/1/2011 م.[15]
- مواطن (من العيون) - - أحرق نفسه في 22/1/2011 م.:[16]
- مواطن (من بني ملال) - أحرق نفسه في 22/1/2011 م.[16]
- مواطن (من الرباط) - أحرق نفسه في 2/2/2011 م.[17]
- مراد رحو (من بنجرير) - أحرق نفسه في 10/2/2011 م، وتوفي في 12/2/2011 م.[18]
- فدوى العروي (من الفقيه بن صالح) - شابة تضرم النّار في جسدها أمام مقر البلدية بسوق السبت في 21/02/2011 م، وتوفيت في 21/02/2011 م.[19]

وذلك تقليداً للمواطن التونسي محمد البوعزيزي الذي أشعل الانتفاضة التونسية بإحراق نفسه.
وقد أطلق بعض علماء الاجتماع والكتاب الصحفيون اسم «ظاهرة البوعزيزية» على الحوادث المتكررة في الوطن العربي والتي يحرق فيها المحتجون أنفسهم -تقليداً لمحمد البوعزيزي- احتجاجاً على البطالة والأوضاع الاقتصادية والاجتماعية والسياسية السيئة. وقد شملت هذه الظاهرة إلى عدة دول عربية. (انظر تقليد تجربة محمد البوعزيزي).
على الرغم من أن ظاهرة البوعزيزية ظاهرة يخجل التاريخ من ذكرها إلا أنها هي التي أدت إلى إطلاق شرارة الثورات العربية وإسقاط الأنظمة الدكتاتورية في عدة دول عربية

### 6- الأسباب المباشرة
1. اندلاع الثورة الشعبية في تونس في 18 ديسمبر عام 2010 م احتجاجاً على الأوضاع الاجتماعية والاقتصادية والسياسية السيئة وتضامناً مع محمد البوعزيزي الذي أضرم النار في نفسه. واستطاعت هذه الثورة في أقل من شهر (في 14/1/2011 م) الإطاحة بالرئيس التونسي زين العابدين بن علي (الذي حكم البلاد لمدة 23 سنة بقبضةٍ حديدية).
2. اندلاع ثورة 25 يناير في مصر والتي تأثرت بالثورة الشعبية التونسية. واستطاعت هذه الثورة في 11/2/2011 م إسقاط أقوى الأنظمة العربية وهو نظام حسني مبارك خلال 18 يوماً من اندلاعها.

هذا النجاح الذي حققته هاتين الثورتين أظهر أن قوة الشعب العربي تكمن في تظاهره وخروجه إلى الشارع. كما أضاءت تلك الثورة الأمل لدى الشعب العربي بقدرته على التغيير وتحقيق تطلعاته.

## مجريات الأحداث
تجمّع لآلاف المتظاهرين
بعد نجاح الثورة الشعبية في تونس وسقوط نظام زين العابدين بن علي، دعا شابٌ من قوى اليسار اسمه أسامة الخلفي، وذلك عبر مقطع فيديو قصير يظهر فيه وهو يدعو إلى التظاهر في هذا التاريخ. ثم تبعه تسجيل آخر لشابٍ من الإسلاميين اسمه سعيد بنجبلي، وبعدها توالت دعوات الشبان، وبدأت كرة الثلج تكبر ومعالم المطالب السياسية تظهر وتتحدَّد. وحين استمرت مساحة المُطالبة بالتظاهر تتسع، بدأت تنضمّ لها بعض الأحزاب والمجموعات الشبابيّة المؤطرة حزبياً كما قام رشيد عنتيد مع صديقين بالدعوة على موقع فيسبوك خلال شهر كانون الثاني/يناير 2011 م لإطلاق «حركة حرية وديمقراطية الآن», وانضم آلاف معظمهم من الشبان المغاربة إلى الحركة خاصة بعد نجاح ثورة 25 يناير المصرية. ثم انسحب لاحقاً رشيد عنتيد من الحركة بسبب: «محاولة بعض التيارات المحسوبة على الإسلاميين واليسار الراديكالي الركوب على هذه المبادرة السلمية وإعطائها حمولة إيديولوجية» حسب قوله
وهكذا تأسست حركة 20 فبراير المؤلفة من ثلاث مجموعات: «حرية وديموقراطية الآن» و«الشعب يريد التغيير» و«من أجل الكرامة الانتفاضة هي الحل», والتي تهدف إلى ما سمّته استعادة كرامة الشعب المغربي.
وفي يوم الخميس 17/2/2011 م قررت (20 هيئة حقوقية مغربية) دعم الحركات الاحتجاجية التي دعا إليها النشطاء الشبان عبر موقع فيسبوك يوم 20 فبراير/شباط 2011 م.
وفي نفس اليوم (17 فبراير/شباط 2011 م) عقد شبان حركة 20 فبراير مؤتمرا صحفياً في مقر الجمعية المغربية لحقوق الإنسان أعلنوا فيه لائحة مطالبهم بكل وضوح وفي مقدمتها: تشكيل ملكية برلمانية ووضع دستور جديد يتّكئ على أسس ديمقراطية وحل البرلمان وإقالة الحكومة.. وذكروا في المؤتمر أنهم تعرضوا لضغوط أمنية عديدة وتهديدات، بل واعتقال مُبكِّر لبعض الشباب

### الجمعة 18/2/2011 م
- طنجة: نظمت جمعية أطاك-المغرب لمناهضة العولمة الرأسمالية وقفةً احتجاجا على ارتفاع أسعار خدمات الماء والكهرباء التي تقدمها شركة فرنسية. شارك فيها المئات أمام مقر بلدية طنجة، اقتحم عدة أشخاص مفوضية للشرطة ووكالة بنكية ومصحة في حي العوامة الفقير ثم اندلعت أعمال عنف متفرقة في أعقاب الوقفة[14]

وتمكنت قوات الأمن من احتواء الموقف باستعمال الهري دون اللجوء إلى إطلاق النار أو قنابل مسيلة للدموع
وتأتي تلك التطورات في مدينة طنجة قبل أقل من يومين من حركة احتجاجية دعا نشطاء شباب عبر موقع الفيسبوك لتنظيمها يوم الأحد 20/2/2011 م وحظيت بدعم عدة هيئات حقوقية وسياسية.

### السبت 19/2/2011 م
قالت وكالة الأنباء الألمانية (د ب أ) إن المغرب رفعت حالة التأهب الأمنية في مختلف مدن البلاد تحسبا للاحتجاجات التي دعت إليها «حركة 20 فبراير» يوم الأحد على مستوى الأقاليم والمناطق المختلفة. ونصبت الأجهزة الأمنية الحواجز عند مداخل المدن الكبرى، خاصة في العاصمة الرباط والعاصمة الاقتصادية الدار البيضاء، كما استعدت هذه الأجهزة لمتابعة الاحتجاجات التي يتوقع أن تشهدها شوارع المدن الكبرى

### الأحد 20/2/2011 م
استجابة لنداء أطلقته مجموعة شبان 20 فبراير/شباط عبر موقع فيسبوك خرج 120 ألف مغربي في مسيرات جابت 53 مدينة وقرية في المغرب مطالبين بدستور ديمقراطي.
- الرباط: بدأت أفواج المتظاهرين بالتجمع قُرابة الساعة العاشرة صباحاً في الساحة الكبيرة والرئيسية بالرباط، واسمها ساحة البريد (وتقع في أهم شارع بالعاصمة هو شارع محمد الخامس), وما إن بلغت الساعة الحادية عشرة حتى ناهزت الحشود العشرين ألفاً.[25] وبدأت تتشكل مجموعات عديدة، كل واحدة منها تضمّ بضعة آلاف ويغلب على بعضها طيف فكري أو سياسي محدد (مجموعة يغلب عليها اليساريون، وأخرى شباب العدل والإحسان ومجموعة كان فيها بعض ضحايا وأهالي معتقلي السلفيّة الجهادية.. إلخ). وبدأت الشعارات ترتفع وسط حضور واضحٍ لما حصل في تونس ومصر خلال الأسابيع الماضية لكن دون أن تنال من شخص الملك.[26] جزء كبير من الشعارات التي أُطلِقت في هذه المظاهرة كانت ضد الوزير الأول عباس الفاسي وضد عائلة الفاسي التي صارت تُتَّهم بأنها النسخة المغربية من عائلة الطرابلسي التونسية ومن أحمد عِزّ المصري. وفي ثنايا الحشود تسمع هتافاتٍ عديدة مثل الشعب يُريد تغيير الدستور الشعب يُريد إسقاط الحكومة.. الشعب يرفض دستور العبيد حُكومة فاشيّة حُكومة انتهازيّة الحكومة فاسيّة (نسبة للفاسي) والشعب هو الضحيّة الاحتجاج حقٌ مشروع والمخزن ماله مخلوع (المخزن وصف يُطلق في المغرب على السلطة السياسية وأحياناً على الملك تحديدا) إدانة شعبيّة للسيّاسة المخزنية.. إدانة شعبيّة للمجازر الليبيّة القذافي يا حقير قتلتَ قتلتَ الجَماهير القذافي يا خسيس الدم الليبي ما هو رخيص.. المُواطن لا يُهان وبوعزيزي هو البرهان مش بِعيد مش بِعيد الرباط وسيدي بوزيد. وسارت المظاهرة تحت أنظار رجال الشرطة الذين اكتفوا بمتابعتها من بعيد، فيما اندسَّ بعضهم باللباس المدني بين المتظاهرين، وقد حملوا كراسات.
- باقي المدن: قدرت بعض وسائل الإعلام المحايدة أن تِعداد من تظاهر في كُل المغرب قارب الـ150 ألفاً، ففي الرباط تظاهر ما يُقارب العشرين ألفا بينما كانت هناك حُشود تتراوح بين بضعة آلاف وعشرات الآلاف في مدن مغربية أخرى مثل الدار البيضاء وطنجة ومراكش ووجدة[27]

- الشغب بعد المظاهرات السلمية بعد انتهاء المظاهرات السلمية وقعت أعمال شغب في عدد من المدن المغربية.
- ففي مدينة الحسيمة قال وزير الداخلية الطيب الشرقاوي أن خمسة أشخاص قتلوا حرقاً داخل إحدى الوكالات البنكية وأكد أن «مشاغبين» حرقوا الوكالة مضيفا أن البحث جار لمعرفة ظروف وملابسات الحادث
- وتابع الوزير أن 33 مؤسسة وبناية عمومية، و 24 وكالة بنكية و 50 ما بين محلات تجارية وبنايات خاصة، و 66 سيارة، ودراجتين أحرقت خلال «أعمال الشغب» في مدن طنجة وتطوان والعرائش والحسيمة وصفرو ومراكش وكلميم وأكد الشرقاوي أن قوات الأمن قامت بدورها بحماية الأمن، واعتقلت 120 شخصا يشتبه في ضلوعهم في «أعمال الشغب». وأوضح أن القاصرين الذين ضبطوا في مسرح الأحداث سيسملون إلى أوليائهم

وأشار وزير الداخلية المغربي في التصريحات ذاتها إلى أن «أعمال الشغب» أوقعت 128 جريحا من بينهم 115 من أفراد الأمن.

### الإثنين 28/2/2011 م
دعا وزير حقوق الإنسان المغربي السابق المحامي محمد زيان الملك محمد السادس إلى إجراء إصلاحات سياسية جوهرية، وحذره من أن مصير الحكم كله معرض لتكرار نماذج الثورات الشعبية التي أسقطت أنظمة الحكم في تونس ومصر. وأكد زيان في تصريحات لوكالة قدس برس أن الديمقراطية الليبرالية باتت قدرا تاريخيا لا تستطيع أي دولة عربية الوقوف في وجهها. وقال إن الدمقرطة في الوطن العربي «واجب لا رجعة عنه، وهذا أمر مرتبط بالتاريخ، والتاريخ لا يرحم، وكل من يتعنت سيواجه مصير الرئيس المصري المخلوع حسني مبارك ونظيره التونسي زين العابدين بن علي».

### الخميس 3/3/2011 م
طالبت حركة الشبان التي نظمت مظاهرات 20 فبراير/شباط بالمزيد من الديمقراطية عبر موقع فيسبوك، ودعت إلى تنظيم مظاهرات سلمية جديدة في 20 مارس/آذار 2011 م. وتزامن ذلك مع تشكيل الملك محمد السادس مجلسا وطنيا يعنى بحقوق الإنسان
وقال أسامة الخليفي وهو أحد مسؤولي «حركة 20 فبراير» لوكالة الصحافة الفرنسية «لقد اخترنا هذا التاريخ للتظاهر سلميا من أجل الكرامة وللمطالبة بإصلاحات سياسية عميقة». وأوضح أنه سيسبق هذه المظاهرات تنظيم اعتصام الأحد 6 مارس/آذار في الرباط.
وتلقّت الحركة التي قالت عبر فيسبوك أنها ضمت 30 ألف شخص، في الآونة الأخيرة، دعم الاتحاد الاشتراكي للقوات الشعبية، أحد أحزاب التحالف الحكومي.

### الأربعاء 9/3/2011 م
- الملك يستجيب لأبرز مطالب الاحتجاجات: بعد سلسلة المظاهرات والمسيرات، أعلن ملك المغرب محمد السادس مساء اليوم تشكيل لجنة لتعديل الدستور برئاسة الفقيه الدستوري عبد اللطيف المنوني. وقال الملك -في خطاب وجهه إلى المغاربة- أن الدستور المقبل سيرتكز على سبع نقاط أساسية، من بينها تعزيز فصل السلطات، والإبقاء على الثوابت الخاصة بالدين الإسلامي، وعلى إمارة المؤمنين، وأنه سيعطي مكانة للأمازيغية، وتكريس الطابع التعددي للهوية المغربية الموحدة، وتوسيع مجال الحريات الفردية والجماعية وضمان ممارستها، وتعزيز منظومة حقوق الإنسان.

علماً أن أبرز مطالب المسيرات كان «إقرار دستور ديمقراطي»، وهو المطلب الذي استجاب له الملك بعد توسيع الاستشارة مع مختلف الفعاليات السياسية والحزبية والنقابية وكذا الشبابية.

### الأحد 13/3/2011 م
- الدار البيضاء: فرّقت قوات الأمن المغربية بالقوة مظاهرة سلمية في وسط مدينة الدار البيضاء، حيث تدخلت بأعداد كبيرة لتفريق المتظاهرين الذين تعودوا التجمع في الساحة المقابلة لولاية الدار البيضاء كل يوم أحد منذ 20 فبراير/شباط 2011 م. واعتقلت الشرطة المغربية عددا من شبان حركة 20 فبراير الذين كانوا ضمن المتظاهرين.[31] وأُصيب العشرات بعضهم حالته خطيرة، خلال تدخل أفراد الشرطة لتفريق المظاهرة، ونقلت وسائل الإعلام أن تدخل الأمن كان الأشد عنفا منذ بداية الاحتجاجات.[32]

ويأتي هذا التدخل الأمني بعد خطاب ألقاه ملك المغرب محمد السادس الأربعاء الماضي، ووعد فيه بتعديلات دستورية واسعة على رأسها توطيد مبدأ فصل السلطات وتوازنها، عبر تقوية صلاحيات الوزير الأول (رئيس الوزراء)، والارتقاء بالقضاء إلى أن يكون سلطة مستقلة. وأعلن الملك المغربي تشكيل لجنة لتعديل الدستور، من المنتظر أن تقدم تصورا حول الموضوع بحلول شهر يونيو/حزيران 2011 م لكي ُيعرض لاستفتاء شعبي. ورغم الخطاب الملكي الأخير، فقد دعت حركة 20 فبراير المغاربة إلى الخروج في مسيرات حاشدة في 20 من شهر آذار/مارس، للضغط وإيصال صوت الشبَّان للجنة الاستشارية لمراجعة الدستور، وأيضا من أجل الاستجابة لمطالب أخرى تأسست من أجلها الحركة.

### الجمعة 18/3/2011 م
- الاستعداد للتظاهر: يستعد شبان مغاربة ينتمون إلى ما بات يعرف بـحركة 20 فبراير لتنظيم مسيرات «ضخمة» بمختلف المدن في العشرين من الشهر الجاري، وذلك للضغط من أجل تنفيذ الدولة لعدة مطالب على رأسها حل البرلمان والحكومة. فقد وضعت حركة 20 فبراير المغربية شريط فيديو جديدا على الشبكة العنكبوتية يدعو إلى المشاركة في المظاهرات المقررة يوم الأحد 20/3/2011 م. وأوضح شبان وشابات من الحركة في هذا الشريط «أن حركتهم سلمية وأنهم ضد التخريب، ويطالبون بدستور جديد وليس دستورا مرقعا»، حسب تعبيرهم. كما نددوا باستخدام قوات الأمن للعنف ضدهم خلال احتجاجاتهم الأخيرة واعتقالها لعدد من المتظاهرين.[33]
- تظاهرات سابقة: وقد عرفت الأيام التي سبقت موعد المظاهرات الجديدة، توترا كبيرا بين السلطات المغربية والمتظاهرين، بعد تكرر التدخلات العنيفة ضد محتجين شاركوا في مظاهرات سلمية شهدتها مدن مغربية في الأيام الأخيرة. وكانت مدينة الدار البيضاء قد شهدت تدخلا عنيفا للأمن المغربي عند محاولته تفريق مظاهرة سلمية وسط المدينة، واعتقال عدد من شبان حركة 20 فبراير. كما شهدت مدينة خريبكة (وسط البلاد) خلال الأيام الماضية أعمال شغب كبيرة، بعد تدخل القوات العمومية لتفريق اعتصام نظمه مطالبون بالعمل أمام مقر المكتب الشريف للفوسفات، مما تسبب في أعمال تخريب واسعة في الممتلكات وحصول إصابات بليغة في صفوف المتظاهرين. واتهمت السلطات المغربية جماعة العدل والإحسان المحظورة بالوقوف خلف الأحداث التي عرفتها المدينة، لكن هذه الأخيرة نفت ذلك.[34] من جهة ثانية أفاد مركز الكرامة لحقوق الإنسان في المغرب بأن مئات من معتقلي السلفية الجهادية في سجني سلا والقنيطرة اعتصموا داخل مبنى السجن، واعتلى بعضهم أسواره احتجاجا على استثنائهم من عملية إفراج مرتقبة عن معتقلي الرأي من الإسلاميين. وقال المصدر ذاته إن 317 معتقلا إسلاميا بسجن سلا و 174 سجينا بالسجن المركزي بالقنيطرة بدؤوا اعتصاما منذ ليلة الخميس، بعد تردد أنباء عن قرب إفراج السلطات عن خمسة معتقلين سياسيين.[33]
- إنشاء مؤسسة الوسيط: أعلن في المغرب إنشاء مؤسسة حقوقية أطلق عليها اسم مؤسسة «الوسيط» لتحل محل ما كان يعرف بديوان المظالم، ومندوبية وزارية لحقوق الإنسان، وذلك قبل أقل من يومين على موجة المظاهرات الجديدة التي دعت إلهيا حركة 20 فبراير للمطالبة بإصلاحات سياسية واجتماعية جذرية. وذكر بيان للديوان الملكي أن إحداث مؤسسة الوسيط والمندوبية الوزارية لحقوق الإنسان «يهدف إلى تمكين المغرب من منظومة حقوقية حديثة».[33]

### الأحد 20/3/2011 م
شارك آلاف المغاربة في مسيرات انطلقت منذ الساعات الأولى من صباح اليوم في 60 مدينة مغربية بدعوة من حركة شبان العشرين من فبراير، ومشاركة عدد من منظمات المجتمع المدني، والأحزاب السياسية.
ورفع المتظاهرون لافتات تطالب بتحويل نظام الحكم بالمغرب إلى الملكية البرلمانية، ودسترة فصل السلطات، وحل الحكومة والبرلمان وتغيير الدستور الحالي، وإقرار مبادئ العدالة الاجتماعية واحترام حقوق الإنسان والحريات.
كما طالب المتظاهرون في العاصمة الرباط والدار البيضاء وطنجة وأغادير بإطلاق سراح المعتقلين السياسيين، وإغلاق السجون السرية، واحترام سلطة القضاء، و«إعادة الثروات المهربة إلى الخارج».
واعتبر عضو المجلس الوطني لدعم حركة 20 فبراير محمد العوني أن مسيرات اليوم جاءت لتؤكد المطالب التي تتمثل بالملكية البرلمانية، واكتفاء المؤسسة الملكية بدورها الرمزي فقط.
واعتبر المتظاهرون أن مبادرة الملك محمد السادس بالإعلان عن تشكيل لجنة لتعديل الدستور لا ترقى إلى مستوى المطالب التي رفعت خلال المظاهرات التي شهدتها البلاد في 20 فبراير/شباط الماضي.
وشارك في المسيرة جماعة العدل والإحسان، وأحزاب يسارية، إضافة إلى أعضاء من حزب العدالة والتنمية رغم تأكيد الحزب على عدم مشاركته بشكل رسمي في المسيرات، وهو الأمر الذي أدى إلى استقالة قياديين في الحزب من الأمانة العامة للحزب قبل أسابيع. ورغم مشاركته بالحكومة المغربية، فقد قرر حزب الاتحاد الاشتراكي للقوات الشعبية في مجلسه الوطني المشاركة في المسيرات.
ورفع المتظاهرون شعار «نريد إنهاء الرشوة» إضافة إلى شعارات أخرى للمطالبة بإنهاء مظاهر الفساد والمطالبة بـ«الحرية والكرامة للشعب المغربي».
وتفادت قوات الأمن المغربية استخدام العنف مع المتظاهرين واكتفت بمرافقة المسيرات التي تفرق المشاركون فيها بداية من الساعات الأولى للظهيرة بناء على طلب المنظمين.
وكانت منظمة العفو الدولية قد طالبت في وقت سابق قوات الأمن المغربية بتفادي استخدام العنف ضد المحتجين.

### الجمعة 1/4/2011 م
- إصلاحات: خلال جلسة استثنائية عقدتها الحكومة المغربية برئاسة الملك محمد السادس أقرت عددا من مشاريع القوانين والمراسيم المتعلقة بمكافحة الفساد وتطبيع الحياة العامة.[35]

### الأحد 3/4/2011 م
- تجدد المظاهرات: شهدت العديد من المدن المغربية مسيرات سلمية ووقفات احتجاجية جديدة تطالب بالإصلاح السياسي ومزيد من الحريات وصون كرامة المواطن المغربي. وخلال المظاهرات التي دعت إليها حركة 20 فبراير والتي تطالب بإصلاحات ديمقراطية، ردد المحتجون هتافات تدعو إلى إسقاط الحكومة وحلّ البرلمان، كما طالبوا بدستور يجسد السيادة الشعبية. وانتقد عدد من المتظاهرين الفصل 19 في الدستور الحالي للمملكة الذي يعطي صفة دينية للعاهل المغربي، وطالبوا بتعديله خلال البحث في الإصلاحات السياسية المقبلة.[35]

### الجمعة 8/4/2011 م
- مظاهرة في الرباط: تجمع العشرات من شبان حركة 20 فبراير وسط الرباط أمام مبنى البرلمان الذي يفتتح اليوم أولى جلسات فصل الربيع، ودعوا إلى حله على اعتبار أنه «رمز للفساد والوصولية» حسب قولهم. كما طالبت الحركة بمقاطعة لجنة التعديلات الدستورية التي أمر ببعثها الملك محمد السادس ويرأسها الأكاديمي عبد اللطيف منوني. ووجهت اللجنة الدعوة إلى أعضاء من الحركة في 40 مدينة لحضور اجتماع في 14 أبريل/نيسان ضمن مشاورات تشمل كذلك الأحزاب السياسية والنقابات العمالية. وقالت حركة 20 فبراير إنها ستمضي قدما في تنظيم احتجاجات أسبوعيا لمطالبة الملك محمد السادس بالتنازل عن صلاحياته وكبح نفوذه السياسي والمالي هو ودائرته المقربة، وبحل الحكومة والبرلمان. كما يريد المحتجون محاكمة مسؤولين ورجال أعمال يتهمونهم باستغلال السلطة وإهدار المال العام وممارسات غير قانونية أخرى.[36]

### الأربعاء 13/4/2011 م
- دعوة لمظاهرات إصلاحية جديدة: دعت حركة 20 فبراير إلى التظاهر مجددا يوم الأحد الـ24 من الشهر الجاري للمطالبة بإصلاحات سياسية ودستورية. وهذا النداء الذي وجهته الحركة عبر الإنترنت هو الثالث الذي توجهه الحركة للتظاهر سلميا في جميع أنحاء المغرب. وكان عشرات الشبان من الحركة دعوا السبت الماضي إلى حل البرلمان، كما هددوا بمقاطعة مبادرات الإصلاح السياسي ولجنة المراجعة الدستورية. ونادى شباب الحركة الذين تجمعوا وسط الرباط أمام مبنى البرلمان لدى افتتاحه أولى جلسات فصل الربيع، بحله على اعتبار أنه «رمز للفساد والوصولية»، حسب قولهم. كما طالبت الحركة بمقاطعة لجنة التعديلات الدستورية التي أمر بتشكيلها الملك محمد السادس ويرأسها الأكاديمي عبد اللطيف منوني. وقالت حركة 20 فبراير إنها ستمضي قدما في تنظيم احتجاجات أسبوعيا لمطالبة الملك محمد السادس بالتنازل عن صلاحياته وكبح نفوذه السياسي والمالي هو ودائرته المقربة، وبحل الحكومة والبرلمان. كما يريد شباب الحركة محاكمة مسؤولين ورجال أعمال يتهمونهم باستغلال السلطة وإهدار المال العام وممارسات غير قانونية أخرى.[37]

### الخميس 14/4/2011 م
- الإفراج عن 190 معتقلاً سياسياً: أفرجت السلطات المغربية عن 190 معتقلا سياسيا بينهم خمسة من القيادات السياسية أدانتهم محكمة مغربية عام 2009 بتهم تتعلق بما يسمى الإرهاب في قضية «بلعيرج» بعد مطالبات من المجلس الوطني لحقوق الإنسان بذلك. وقال الصحافي عبد الحفيظ السريتي الذي أفرج عنه اليوم أن الإفراج عن المعتقلين السياسيين في ملف بلعيرج لم يكن ليتم دون نضالات هيئة الدفاع ومنظمات حقوق الإنسان وحركة الشعوب العربية التي أسقطت رمزين من رموز الدكتاتورية بالعالم العربي، إضافة إلى نضالات شباب حركة 20 فبراير التي تسعى إلى بناء مغرب حر وقوي، على حد تعبيره.[38]

### الأحد 24/4/2011 م
استجابة لدعوة من حركة 20 فبراير خرج الآلاف من المتظاهرين في أكثر من 100 مدينة وقرية في مسيرات ضخمة للمطالبة بتخلي الملك محمد السادس عن مزيد من الصلاحيات. ويأتي ذلك رغم بعض الإصلاحات التي أعلنت عنها السلطات. وتعدّ مسيرات اليوم هي الثالثة من نوعها بعد المسيرات الكبرى التي عرفتها مدن المملكة يوم 20 فبراير/شباط و20 مارس/آذار الماضيين.
ورفع المحتجون لافتات تطالب بـ«تنقية المحيط الملكي من المفسدين»، ومحاكمة «رموز الفساد» و«الجلادين» المتورطين في اختطاف وتعذيب المعتقلين السياسيين، كما رفعوا شعارات تطالب بإلغاء مهرجان (موازين) الفني الذي يشرف على تنظيمه مدير الكتابة الخاصة بالملك محمد السادس. كما نادى المتظاهرون بحل حزب الأصالة والمعاصرة الذي أسسه صديق الملك فؤاد عالي الهمة، وإبعاد بعض قيادييه عن دائرة القرار، والفصل بين التجارة والسلطة، واحترام حقوق الإنسان وحرية التعبير، وضمان استقلالية القضاء. ورغم أن الشعارات التي رفعت في المسيرات لم تختلف كثيرا عن الشعارات التي تم رفعها في مسيرات العشرين من فبراير/شباط، والعشرين من مارس/آذار، فإن المحتجين أضافوا شعارات جديدة تطالب بإغلاق معتقل تمارة السري السيئ الذكر، وتجريم الاختطاف والتعذيب.
وكان ملك المغرب قد أعلن يوم 9 مارس/آذار الماضي إصلاحات دستورية ترمي إلى تخليه عن بعض صلاحياته الواسعة، والحفاظ على استقلال القضاء والفصل بين السلطات، لكن المحتجين يطالبون بالمزيد. كما أنشأ الملك في اليوم التالي لجنة استشارية مكلفة بمراجعة الدستور واقتراح تعديلات عليه بحلول يونيو/حزيران المقبل.
- الرباط: شارك حوالي 100 ألف متظاهر في مسيرة جابت أهم الأحياء الشعبية بالعاصمة الرباط للمطالبة بالإصلاح السياسي، وإسقاط الحكومة وحل البرلمان، وتغيير الدستور، وإطلاق سراح المعتقلين السياسيين وتحويل نظام الحكم إلى الملكية البرلمانية. وشهدت مسيرة الرباط مشاركة مكثفة للمنتمين إلى التيار السلفي، الذين طالبوا في أول خروج احتجاجي منظم لهم، بإطلاق سراح المعتقلين في ملفات «السلفية الجهادية»، ومحاكمة قيادات جهاز المخابرات، المتهمين من طرف سجناء سابقين بممارسة التعذيب عليهم بعد اختطافهم وسجنهم في قضايا تتعلق بالإرهاب.[39]
- الدار البيضاء: احتشد نحو عشرة آلاف متظاهر في وسط مدينة الدار البيضاء كبرى مدن المغرب قبل أن يتوجهوا لاحقا إلى ساحة محمد السادس، في حين قال المنظمون إن عدد المشاركين في المسيرة بلغ نحو عشرين ألفا. وهتف المشاركون في المظاهرات -التي كان وجود الشرطة خلالها محدودا- «نريد مزيدا من العدالة والتقليل من الفساد» و«نريد ملكا يسود ولا يحكم»، كما نددوا بالفساد والتعذيب والبطالة المتفشية بين الشباب. كما شارك في المسيرات إسلاميون طالبوا بالإفراج عن كل السجناء السياسيين. وكانت السلطات قد أفرجت أو خففت أحكاما في وقت سابق هذا الشهر عن 190 معتقلا سياسيا بينهم عشرات السجناء الإسلاميين من الحركة السلفية الجهادية والصحراويين.[40]
- مراكش وطنجة: خرج أكثر من 500 شخص في مراكش إلى الشوارع للمطالبة بإصلاحات سياسية، في حين تظاهر أكثر من ألفي شخص في طنجة للمطالبة باستقالة عمدتها فؤاد العمري ومحاسبة إدارته.[40]

### الأحد 1/5/2011 م
- دعوة للتظاهر: دعت حركة شباب 20 فبراير إلى التظاهر في 8 مايو/أيار الجاري في مراكش من أجل الديمقراطية وضد العنف وتضامنا مع المدينة التي تعرضت مؤخرا لتفجير خلف 21 قتيلا. وجاءت هذه الدعوة إلى التظاهر في مراكش رغم إعلان الملك محمد السادس عن إصلاحات سياسية تهدف خصوصا إلى تعزيز استقلال القضاء وفصل السلطات.[41]
- المظاهرات: شارك أكثر من 2000 شخص ينتمون لحركة «شباب 20 فبراير» اليوم في مسيرات الأول من مايو/أيار المصادف لليوم العالمي لعيد العمال. وندد المتظاهرون المغاربة في الدار البيضاء والرباط ومراكش بتفجير مراكش (الذي حدث قبل بضعة أيام وخلف 21 قتيلا)، ودعوا إلى «فتح تحقيق مستقل» في الحادث. كما رفع المتظاهرون شعارات تندد بالإرهاب وأخرى تحمل مطالب اجتماعية. ويخشى المغاربة أن يؤثر اعتداء مراكش على الإصلاحات السياسية في المملكة في مقابل تعزيز الإجراءات الأمنية في البلاد.[41]

### الأحد 8/5/2011 م
شارك آلاف المغاربة في مسيرة بمراكش للمطالبة بالإصلاح والتنديد بتفجير المقهى الذي أسفر عن سقوط 17 قتيلا. وتعد هذه المسيرة التي تضاربت التقديرات بشأن عددها بين ثلاثة وثمانية آلاف شخص، أحدث حلقة في سلسلة مظاهرات تنظمها حركة شباب 20 فبراير/شباط وتمثل تحديا لحكومة الملك محمد السادس. ورفع المتظاهرون لافتات تطالب بالحرية والأمن وتعارض الإرهاب والترهيب، وعبرت لافتات أخرى عن معارضة الفساد، وطالت عدة شعارات مقربين من الملك المغربي مثل سكرتيره الخاص. وكتب المتظاهرون على لافتات «لا للإرهاب» و«ملك يسود ولا يحكم» و«من أجل دستور جديد» و«عدالة اجتماعية» و«لا للفساد»، كما رددوا «البديل الحقيقي، دستور شعبي ديمقراطي». وتجمع المتظاهرون -ومعظمهم شبان قادمون من عدة مدن مغربية- في وسط مراكش، وتوجهوا إلى ساحة جامع الفنا التي شهدت قبل أيام تفجير مقهى أسفر عن سقوط 17 قتيلا.

### الأحد 22/5/2011 م
نظمت حركة شباب 20 من فبراير يوم الأحد 22 مايو عدداًَ كبيراً من المُظاهرات في أنحاء المَغرب لمُواصلة الضغط على الحُكومة لإبرام الإصلاحات. فبداية خرجت مسيرتان احتجاجيتان في مدينة فاس المغربية انطلقتا من «حي عوينة الحجاج الشعبي» و«ساحة فلورانس»، وردت الشرطة بتفريقهما مُسقطة 13 جريحاً بين المُتظاهرين على الأقل. بينما خرجت مسيرة أخرى في مدينة طنجة من «ساحة تافيلالت» بالرغم من محاصرة الساحة قبل ذلك بساعة، وقد دخلت المَسيرة لاحقاً في صدام مع قوات الأمن، ثم فرقها هؤلاء مُتسببين بوُقوع عدد من الجرحى الآخرين بينما اعتقلَ 100 شخص على الأقل من المُشاركين فيها. كما شهدت مدينة أكادير مُظاهرة هيَ الأخرى صُودرت خلالها بعض الكمرات. وقد قيلَ أيضاً أن عدة مُدن كبيرة أخرى شهدت احتجاجات خلال ذلك اليوم، منها الرباط والدار البيضاء ووجدة ومكناس وتيفلت وإنزكان.

### الإثنين 23/5/2011 م
بالرُّغم من حَظر التظاهر في المَغرب في وَقت سابق، فقد خرجت مُظاهرة كبيرة شارك فيها ما قدر بمئات الأشخاص تحت تنظيم حركة شباب 20 فبراير يومَ الإثنين 23 مايو أمام مبنى البرلمان في العاصمة الرباط. وكان يَنوي المُحتجون الاعتصام في المَكان ونصب خيام للمَبيت، غير أن الشرطة المغربية داهمتهم وفرقت الاعتصام في وَقت لاحق مُتسببة بوُقوع عددٍ من الإصابات بين المتظاهرين.

## مشاركة النساء في المظاهرات
شهدت المسيرات التي عرفتها أغلب المدن المغربية حضورا لافتا للنساء إلى جانب الرجل من أجل المطالبة بالإصلاح السياسي والاجتماعي والاقتصادي. وتصر نساء المغرب على المساهمة الفعالة في مسيرة الإصلاح التي بدأها شبانه يوم 20 فبراير/شباط 2011 م.
وقد لوحظ في مسيرات الرباط مشاركة واسعة لفتيات لم يتجاوزن العشرين ربيعا إلا بقليل، وربما اقتربن منها فقط، أغلبهن ظهرن في مواقع يوتيوب وفيسبوك وتويتر يشرحن أسباب نزولهن إلى الشارع من أجل التظاهر، داعيات إلى المشاركة في المسيرات والمظاهرات. فمنهن من حملن مكبرات الصوت ورددن الشعارات، ومنهن من حُملت على الأكتاف للاحتجاج على وضع لا يُرضي أحدا غير المستفيدين منه.
ومنهن من قررن منذ البداية أن يكن مهندسات للاحتجاجات، وشاركن في تأسيس حركة 20 فبراير حتى باتت وجوههن معروفة للإعلام بشكل لا يخفى على متابع لحركية الشارع المغربي.

## القرارات
1. الخميس 3/3/2011 م: شكل الملك المجلس الوطني لحقوق الإنسان، وهو هيئة جديدة للدفاع عن حقوق الإنسان بدلا من المجلس الاستشاري لحقوق الإنسان الذي شكل عام 1990 م وكان دوره استشاريا.[30]
2. الأربعاء 9/3/2011 م: أعلن الملك محمد السادس تشكيل لجنة لتعديل الدستور برئاسة الفقيه الدستوري عبد اللطيف المنوني كاستجابة لأبرز مطالب الاحتجاجات.
3. الجمعة 1/4/2011 م: خلال جلسة استثنائية عقدتها الحكومة المغربية برئاسة الملك محمد السادس أقرت عددا من مشاريع القوانين والمراسيم المتعلقة بمكافحة الفساد وتطبيع الحياة العامة.[35]
4. الخميس 14/4/2011 م: أفرجت السلطات المغربية عن 190 معتقلا سياسيا بينهم خمسة من القيادات السياسية أدانتهم محكمة مغربية عام 2009 بتهم تتعلق بما يسمى الإرهاب في قضية «بلعيرج».[38]

## وصلات خارجية
- Morocco Protest Watch   على فيسبوك..